# Őrhely (Dárda)
Őrhely  (horvátul: Švajcarnica, szerbül: Швајцарница) falu Horvátországban, Eszék-Baranya megyében. Közigazgatásilag Dárdához tartozik.

## Fekvése
Eszéktől légvonalban 9, közúton 13 km-re északra, községközpontjától 2 km-re északnyugatra Baranyában, a Drávaszög területén, a Dárdát Beremenddel összekötő út és az Eszék – Pélmonostor vasútvonal mentén fekszik.

## Története
A 18. század első felében mezőgazdasági majorként keletkezett a dárdai uradalom területén. Horvát és szerb nevét a német Schweizer személynévből származtatják és eredetileg nemcsak a falura, hanem az egész területre vonatkozott. A német „Schwezerei” névből szlávosan „Švejcernica” képződött. A szláv nevet befolyásolhatta a magyar Őrhely név, mely horvátul „Stražarnica” lenne. A magyar név onnan eredhet, hogy itt régen útmenti őrállomás állhatott. Az első katonai felmérés térképén már megtalálhatók épületei. A második katonai felmérés térképén „Schweizerei” néven található. Az Esterházy, majd a Schaumburg-Lippe hercegi család birtoka volt. 1900-ban 29 lakosa volt. Dárdához (Baranya vármegye Baranyavári járás) tartozott. A település az első világháború után az új szerb-horvát-szlovén állam, majd később (1929-ben) Jugoszlávia része lett. 1941 és 1944 között ismét Magyarországhoz tartozott. A háború után ismét Jugoszlávia része lett. Az 1991-es népszámlálás adatai szerint lakosságának 71%-a szerb, 17%-a horvát, 4%-a jugoszláv, 3%-a muszlim nemzetiségű volt. A településnek 2011-ben 196 lakosa volt.

## Lakossága
| Lakosság változása | Lakosság változása | Lakosság változása | Lakosság változása | Lakosság változása | Lakosság változása | Lakosság változása | Lakosság változása | Lakosság változása | Lakosság változása | Lakosság változása | Lakosság változása | Lakosság változása | Lakosság változása | Lakosság változása | Lakosság változása |
| ------------------ | ------------------ | ------------------ | ------------------ | ------------------ | ------------------ | ------------------ | ------------------ | ------------------ | ------------------ | ------------------ | ------------------ | ------------------ | ------------------ | ------------------ | ------------------ |
| 1857               | 1869               | 1880               | 1890               | 1900               | 1910               | 1921               | 1931               | 1948               | 1953               | 1961               | 1971               | 1981               | 1991               | 2001               | 2011               |
| 0                  | 0                  | 0                  | 0                  | 29                 | 0                  | 0                  | 0                  | 129                | 138                | 229                | 210                | 235                | 293                | 231                | 196                |

(1880-tól településrészként, 1991-től önálló településként. 1910-től 1931-ig lakosságát Dárdához számították.)

## Gazdaság
Hagyományosan a mezőgazdaság és az állattartás képezi a megélhetés alapját.